# Linear-Antiqua

Helvetica (eine Grotesk-Schrift)

Rockwell (eine Egyptienne-Schrift)

Linear-Antiqua sind Schriften, die zu den Antiqua-Schriften gehören und bei denen die Buchstaben keine oder nur unwesentliche Strichstärkenunterschiede aufweisen.
Man unterscheidet zwei Arten:
- die Serifenlose Linear-Antiqua oder Grotesk, bei der die Serifen an den Buchstaben fehlen
- sowie die Serifenbetonte Linear-Antiqua oder Egyptienne, bei der die Serifen der Buchstaben stark betont sind.

Die auf deutschen Verkehrszeichen verwendete Schriftart ist nach DIN 1451-2 eine serifenlose Linear-Antiqua.

## Abgrenzung
Es gibt auch Schriften mit (fast) konstanter Strichstärke, die nicht zu den Antiqua-Schriften und damit auch nicht zu den Linear-Antiqua zählen, wie etwa die gebrochenen Groteskschriften.